# قاي باتلر (صحفي)
قاي باتلر (بالإنجليزية: Guy Butler)‏ (و. 1899 – 1981 م) هو صحفي، ومنافس ألعاب قوى بريطاني، ولد في حي هرو لندن، شارك في الألعاب الأولمبية الصيفية 1924، والألعاب الأولمبية الصيفية 1920، توفي عن عمر يناهز 82 عاماً.

## التعليم
تعلم في مدرسة هرو، وتعلم في كلية الثالوث، كامبريدج
.

## روابط خارجية
- قاي باتلر على موقع اللجنة الأولمبية الدولية (الإنجليزية)
- قاي باتلر على موقع أوليمبيديا (الإنجليزية)
- قاي باتلر على موقع اللجنة الأولمبية البريطانية (الإنجليزية)